# Galsan-dong, Anyang
Galsan-dong (갈산동, 葛山洞) là phường của quận Dongan trong thành phố Anyang, tỉnh Gyeonggi, Hàn Quốc.

## Liên kết
- Galsan-dong (tiếng Hàn)